# Điền Vĩ

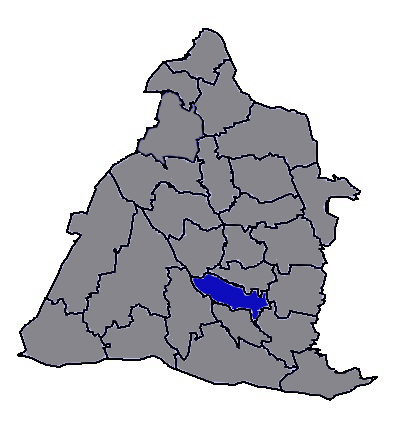
Vị trí tại Chương Hóa

Điền Vĩ (tiếng Trung: 田尾鄉; bính âm: Tiánwěi Xiāng) là một hương (xã) của huyện Chương Hóa, tỉnh Đài Loan, Trung Hoa Dân Quốc (Đài Loan). Hương có "hoa viên công lộ" và phát triển về nghề trồng hoa. Tổng diện tích của Điền Vĩ là 24,0376 km², dân số vào tháng 8 năm 2011 là 28.440 người thuộc 7.705 hộ gia đình, mật độ cư trú đạt 1183 người/km².